# Olympic Green

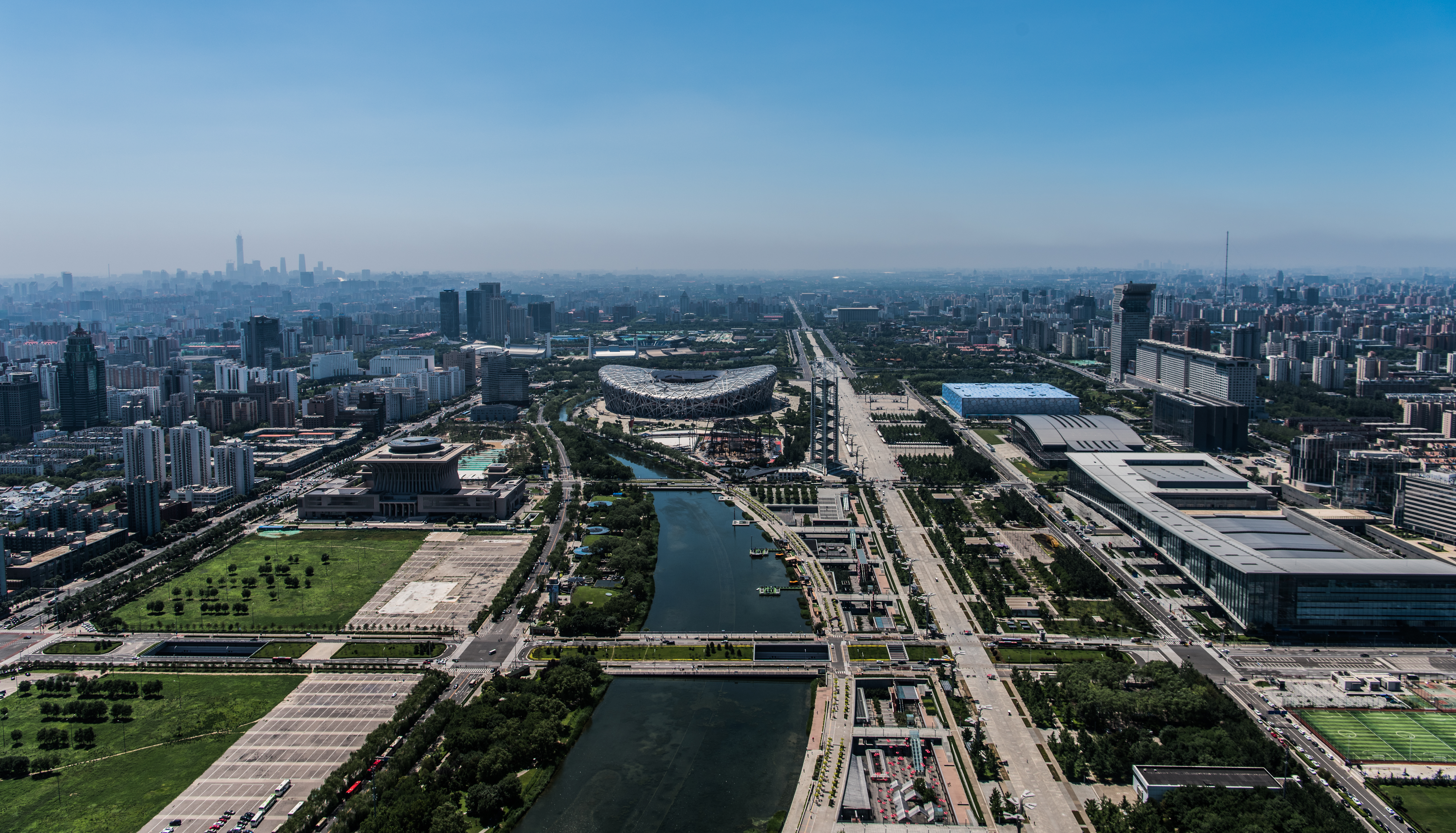
L'Olympic Green en 2017

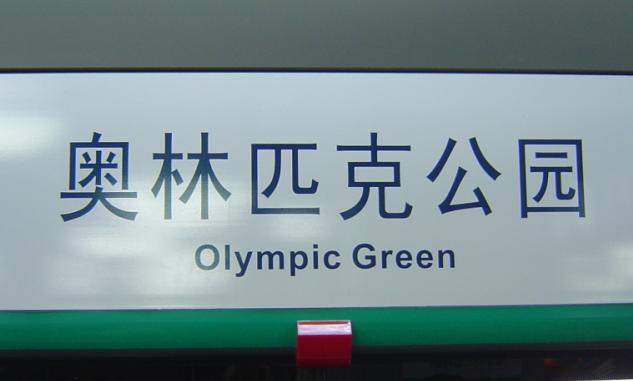
Signe dans le métro de Pékin

L'Olympic Green (en chinois simplifié : 北京奥林匹克公园 ; pinyin : Běijīng Àolínpǐkè Gōngyuán ; litt. « parc olympique de Beijing ») est le parc olympique des Jeux olympiques d'été de 2008, situé dans le district Chaoyang de Pékin.
Les infrastructures du site sont utilisées pour les Jeux olympiques d'hiver de 2022.

## Infrastructures

### Sportives
- Le Stade national de Pékin

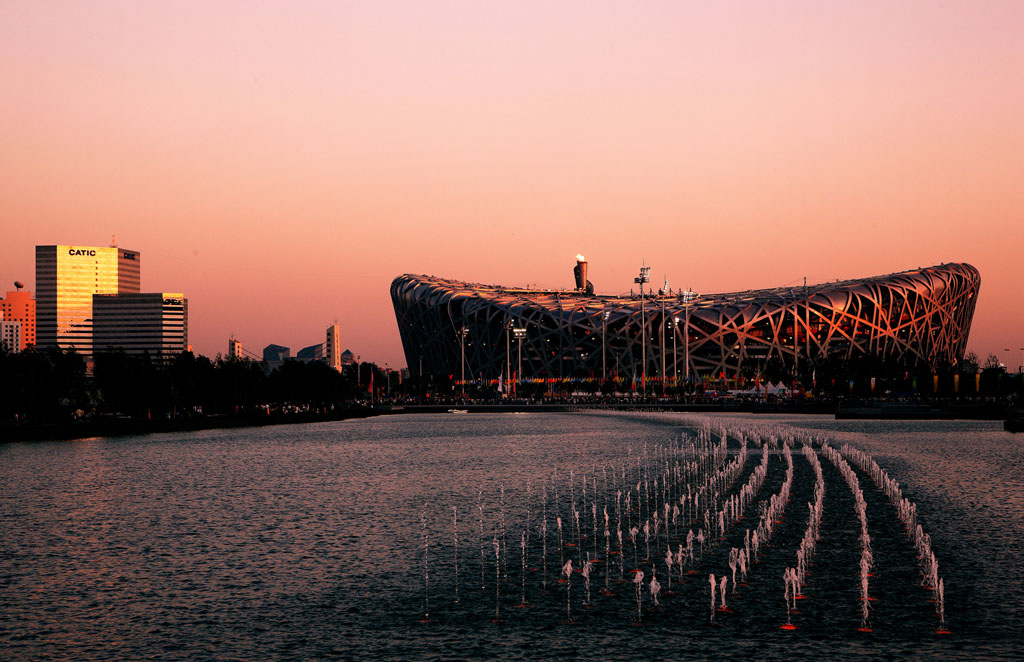
Le stade national en 2008

- Le Centre national de natation de Pékin
- Le Palais national omnisports de Pékin
- L'Anneau national de patinage de vitesse de Pékin
- L'Olympic Green Hockey Field
- L'Olympic Green Archery Field (en)
- Les Courts de tennis du Parc olympique

### Autres
- Le Village olympique de Pékin (en)
- La Tour olympique de Pékin (en)
- Le Centre national des congrès de Chine (en) (CNCC)
- La Tour Ling Long

### Pages liées
- Jeux olympiques d'été de 2008
- Sites des Jeux olympiques 2008
- Jeux paralympiques d'été de 2008
- Jeux olympiques d'hiver de 2022